# San Martín (El Bollo)
San Martín (llamada oficialmente San Martiño) es una parroquia y un lugar español del municipio de El Bollo, en la provincia de Orense, Galicia.

## Organización territorial
La parroquia está formada por tres entidades de población:
- Aceveda
- Barxa
- San Martiño

## Demografía

### Parroquia
| Gráfica de evolución demográfica de San Martín (parroquia) entre 2000 y 2022 |
|                                                                              |
| Datos según el nomenclátor publicado por el INE.                             |

### Lugar
| Gráfica de evolución demográfica de San Martiño (lugar) entre 2000 y 2022 |
|                                                                           |
| Datos según el nomenclátor publicado por el INE.                          |